# Mihri Müşfik Hanım
Mihri Müşfik Hanım, född 1886, död 1954, var en turkisk konstnär (målare). Hon betraktas som den kanske första kvinnliga professionella konstnären i Turkiet. Hon var verksam som porträttkonstnär. 